# دست خوب
دست خوب (انگلیسی: Hot hand) یک تعصب  ادراکی اجتماعی است که فردی که یک نتیجه موفقیت‌آمیز را تجربه می‌کند شانس بیشتری برای موفقیت در تلاش‌های بعدی دارد. این مفهوم غالباً به‌طور کلی در ورزش و کارهای مبتنی بر مهارت به کار می‌رود و از بسکتبال نشأت می‌گیرد، یعنی داشتن دست خوب باعث می‌شود که پرتاب کننده درصورت پرتاب‌های موفق قبلی احتمالاً در پرتاب‌های بعدی بیشتر امتیاز بگیرد. در حالی که موفقیت قبلی در یک کار واقعاً می‌تواند نگرش روانشناختی و میزان موفقیت بعدی یک بازیکن را تغییر دهد، محققان سال‌ها در عمل شواهدی برای "دست خوب "پیدا نکردند و آن را به عنوان مغالطه آمیز رد کردند. در واقع یک مغالطه است. مطالعات اخیر با استفاده از تجزیه و تحلیل آماری مدرن نشان می‌دهد شواهدی در مورد "دست خوب "در برخی از فعالیت‌های ورزشی وجود دارد.